# مطاي
مَطَاي، مدينة مصرية تتبع محافظة المنيا. تقع في شمال محافظة المنيا، تحده من الشمال مركز بني مزار، ومن الجنوب مركز سمالوط، وتبعد عن مدينة المنيا عاصمة المحافظة 41 كم.